# Переверзева, Нина Васильевна
Ни́на Васи́льевна Переве́рзева (8 марта 1929 — 1 апреля 2022) — советский передовик советского сельского хозяйства, комбайнер женского уборочного звена колхоза «Путь Ленина» Песчанокопского района Ростовской области. Герой Социалистического Труда (1973), лауреат Государственной премии СССР (1977).

## Биография
Родилась 6 марта 1929 года.
В 1945 году стала работать прицепщиком на тракторе в местном колхозе. По окончании Великой Отечественной войны была переведена трудиться на ферму.
В 1959 году стала комбайнёром колхоза «Путь Ленина». С 1966 по 1987 год, после окончания курсов, работала комбайнёром Песчанокопского района. В 1974—1987 годах — звеньевая колхоза «Путь Ленина».
В середине 1970-х годов, сагитировав подружек идти учиться, как она, управлять комбайном, создала первую женскую бригаду комбайнёров. За короткий срок женщины смогли обойти мужчин, а бригада Переверзевой — стать лучшей в стране.
С 1988 года — мастер-наставник колхоза «Путь Ленина» Песчанокопского района Ростовской области.
Член КПСС с 1970 года. Член ЦК в 1982—1990 годах (кандидат в члены ЦК в 1981—1982 годах). Делегат XXV, XXVI и XXVII съездов КПСС. Окончила вечернюю среднюю школу рабочей молодёжи в 1978 году.
Жила в селе Летник Песчанокопского района, где и умерла 1 апреля 2022 года.

## Память
- В 1984 году Творческим объединением «Экран» был снят фильм «Перед жатвой» (авторы сценария Е. Синицын, М. Голдовская, режиссёр-оператор М. Голдовская), посвящённый Н. В. Переверзевой.[3]
- Имя Переверзевой носит Летницкая средняя школа.[3][4]

## Награды
- Герой Социалистического Труда (1973) — за получение высоких результатов в сельском хозяйстве и рекордные показатели при уборке урожая
- два ордена Ленина (1973, 1976)
- орден Трудового Красного Знамени (1972)
- орден Октябрьской революции (1976)
- медали
- Государственная премия СССР (1977) — за широкое использование результатов научных исследований и передового опыта, повышение культуры земледелия, эффективное использование техники, обеспечившие значительный рост производства зерна, и инициативу в развитии движения наставников
- Благодарность Главы Администрации (Губернатора) Ростовской области (2007, в связи с 70-летием со дня образования Ростовской области)[5].
- Благодарность Главы Администрации (Губернатора) Ростовской области (2009, по случаю 80-летия Переверзевой)[6].
- «Почётный гражданин Ростовской области» (2012)[7].